# Zhong-Wai jiaotong shiji congkan
Zhong-Wai jiaotong shiji congkan (chinesisch 中外交通史籍叢刊 / 中外交通史籍丛刊; etwa: Sammlung von historischen Berichten über chinesisch-ausländische Beziehungen; Abk. ZWJTSJCK) ist eine chinesische Buchreihe, die im Verlag Zhonghua Shuju erschien.

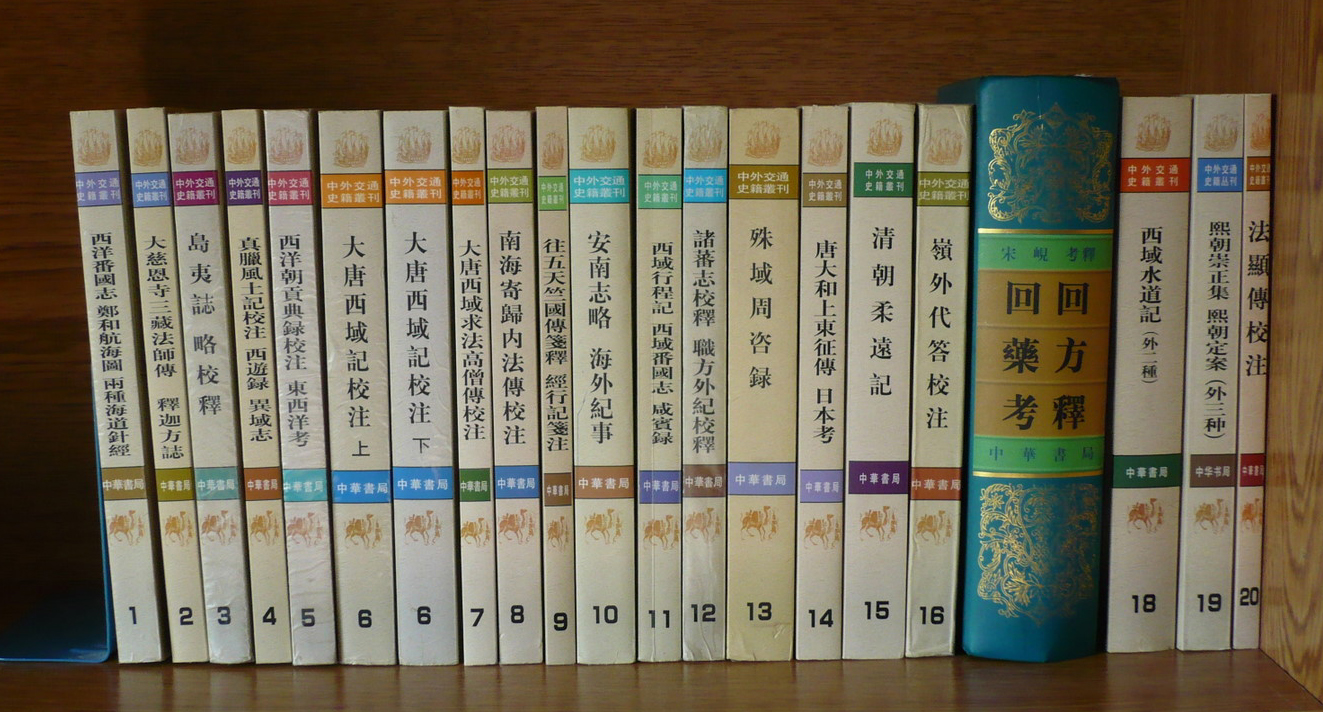
Foto der Buchrücken des Sammelwerks Zhong-Wai jiaotong shiji congkan

## Einführung
Die Reihe enthält eine Zusammenstellung moderner Ausgaben alter Bücher über die Beziehungen zwischen China und dem Ausland (einschließlich Korrekturen, Zeichensetzung, Kommentierung und Verfassen eines längeren wissenschaftlichen Vorworts). Die Reihe enthält auch viele wertvolle historische Materialien zur Diplomatie und zum wirtschaftlichen und kulturellen Austausch zwischen China und anderen Ländern im alten China.
Die Reihe wurde ursprünglich 1958 von Xiang Da (1900–1966), einem Professor der Abteilung für Geschichte der Peking-Universität und einem Historiker der chinesisch-ausländische Beziehungen, gegründet. Ihm zufolge ist es ihr Zweck, eine Auswahl von Schriften über die chinesisch-ausländischen Beziehungen außerhalb der offiziellen Geschichte und ausländischer Biographien zusammenzustellen und zu veröffentlichen. Dabei erhoffte er, dass sie für das Studium der asiatischen Geschichte und der Geschichte des Verkehrs außerhalb Asiens von Nutzen sind.
Im Jahr 1958 veröffentlichte der Zhonghua-Verlag die ersten von Xiang Da selbst zusammengestellten Bände. Während der Kulturrevolution verstarb Xiang Da und das Erscheinen der Reihe wurde unterbrochen. 1979 beschloss der Zhonghua-Verlag, die Reihe wieder aufzunehmen, deren Vorsitz Xie Fang 谢方, ein chinesischer Historiker für chinesische und ausländische Beziehungen, innehatte.
Die Reihe wurde von vielen namhaften Gelehrten der Vergangenheit betreut und unterstützt, von denen einige direkt an der Zusammenstellung und Kommentierung beteiligt waren.
Im Jahr 1998, zum 40. Jahrestag der Gründung der Reihe, hat der Verlag sie neu herausgegeben und veröffentlicht. Während des Überarbeitungsprozesses wurden verschiedene Änderungen vorgenommen: Einige Fehler in der alten Version wurden korrigiert und einige separate Bände zu einem gebunden zusammengeführt.
Zur Zusammenstellung dieser Bücher und der Arbeitsorganisation schrieb Xiang Da, der Initiator der Reihe, bereits 1960:

„Bereits im 2. Jahrhundert v. Chr. hatte unser Land direkte oder indirekte Kontakte mit den Ländern westlich des Pamir. Nach dem 4. Jahrhundert reisten viele politische Abgesandte, Mönche und Kaufleute unseres Landes zu politischen Besuchen sowie zu kommerziellen und kulturellen Aktivitäten in die Länder in den Westlichen Regionen und denen über das Meer im Süden. Sie leisteten nicht nur einen wichtigen Beitrag zur Förderung des wirtschaftlichen und kulturellen Austauschs zwischen China und dem Ausland und zur Stärkung der Freundschaft zwischen den Völkern, sondern einige von ihnen schrieben auch Reiseberichte und Memoiren, die auf ihren persönlichen Erfahrungen basieren. Diese Schriften sind inzwischen zu wichtigen Dokumenten für das Studium der alten Geschichte der asiatischen Länder und der Geschichte der chinesisch-ausländischen Beziehungen geworden. Der Hauptzweck dieser Reihe besteht darin, diese Schriften zur Geschichte der chinesisch-ausländischen Beziehungen zu sammeln und zu veröffentlichen, die in der "offiziellen Geschichte" des Auslands nicht enthalten sind. Ein kleiner Teil dieser Dokumente war in der Vergangenheit mit Anmerkungen versehen worden, aber die meisten von ihnen waren nicht zusammengetragen und korrekturgelesen worden und waren nie gedruckt worden. Es gibt auch einige alte geografische Bücher über die Westlichen Regionen und die Länder über das Meer im Süden, die nicht mehr existieren, und nur einige Fragmente sind in verschiedenen Büchern verstreut. Sie werden nun ebenfalls herausgegeben und in einem Buch zusammengefasst, das in die "Reihe" aufgenommen werden soll. Es ist zu hoffen, dass dieses Werk eine Hilfe für das Studium der Geschichte der asiatischen Länder und der Geschichte des chinesisch-ausländischen Beziehungen sein wird.“

## Bände
Siehe Glossar (unter der Abkürzung ZWJTSJCK)